# Ramón Alberto Villaverde Vázquez
Ramón Alberto Villaverde Vázquez (Montevideo, 16 de març de 1930 - Barcelona, 15 de setembre de 1986) fou un futbolista uruguaià dels anys 1950 i 1960.

## Trajectòria
Començà la seva trajectòria al Liverpool de Montevideo durant la temporada 1949-50, passant posteriorment a jugar a Colòmbia, primer a Cúcuta Deportivo (1950-51) i a continuació a Millonarios de Bogotá (1952-54). En aquest club coincidí amb grans futbolistes com Alfredo Di Stéfano, Adolfo Pedernera o Néstor Raúl Rossi.
El 8 de juliol de 1954 fitxà pel FC Barcelona de la mà del directiu Pere Salvat i de Josep Samitier. Debutà amb l'equip a Les Corts el 12 de setembre de 1954 enfront del Sevilla FC la primera jornada de la lliga 1954-55. El Barça guanyà 4 a 2 i Villaverde marcà el primer gol. Jugava a la posició d'interior, però també s'adaptava bé a la posició d'extrem, a ambdues bandes. Jugà 162 partits de lliga en els quals marcà 53 gols. En competicions europees foren 34 partits i 13 gols. En total, durant la dècada que romangué al club, disputà 373 partits amb el primer equip i marcà 151 gols.
El 27 d'octubre de 1963 es disputà un partit d'homenatge en honor seu entre el Barcelona i el Racing de París, que guanyaren els francesos per 2 gols a 3. Acabà la seva trajectòria al Racing de Santander on jugà cedit la seva darrera temporada.
Fou internacional 4 cops amb les seleccions de Catalunya i Barcelona. El 26 de maig de 1955 vencé al Bologna FC per 6 gols a 2 en un partit en el jugà al costat de Di Stefano i Kubala. Un any més tard vencé el Luton Town FC per 3 a 1. Els dos darrers partits amb la selecció foren enfront del Reial Madrid (3-7) i contra la selecció de Berlín (0 a 1 amb gol de Villaverde).
Va morir a Barcelona l'any 1986 als 56 anys, per un problema de cor.

## Palmarès
FC Barcelona
- Lliga espanyola: 2
  - 1958/59, 1959/60
- Copa espanyola: 3
  - 1956/57, 1958/59, 1962/63
- Copa de les Ciutats en Fires: 2
  - 1955/58, 1958/60